# Martigné-sur-Mayenne
Martigné-sur-Mayenne ist eine französische Gemeinde mit 1.884 Einwohnern (Stand: 1. Januar 2022) im Département Mayenne in der Region Pays de la Loire; sie gehört zum Arrondissement Mayenne und zum Kanton Lassay-les-Châteaux. Die Einwohner werden Martignéens genannt.

## Geographie
Martigné-sur-Mayenne liegt etwa 19 Kilometer nordnordöstlich des Stadtzentrums von Laval. Die Mayenne begrenzt die Gemeinde im Nordwesten. Umgeben wird Martigné-sur-Mayenne von den Nachbargemeinden Contest im Nordwesten und Norden, Commer im Norden und Nordosten, La Bazouge-des-Alleux im Osten, Châlons-du-Maine im Südosten und Süden, Sacé im Süden und Südwesten, Saint-Germain-d’Anxure im Westen sowie Alexain im Westen und Nordwesten.
Durch die Gemeinde führt die Route nationale 162.

## Bevölkerungsentwicklung
| Jahr                       | 1962 | 1968 | 1975 | 1982 | 1990 | 1999 | 2006 | 2019 |
| Einwohner                  | 1030 | 1048 | 1079 | 1189 | 1214 | 1309 | 1507 | 1914 |
| Quellen: Cassini und INSEE |      |      |      |      |      |      |      |      |

## Sehenswürdigkeiten
- Kirche St-Georges de Martigné-sur-Mayenne
- Schloss L'Aune Montgenard aus dem 17. Jahrhundert
- Schloss de la Motte-Husson aus dem 19. Jahrhundert
- Schloss Mythème aus dem 19. Jahrhundert

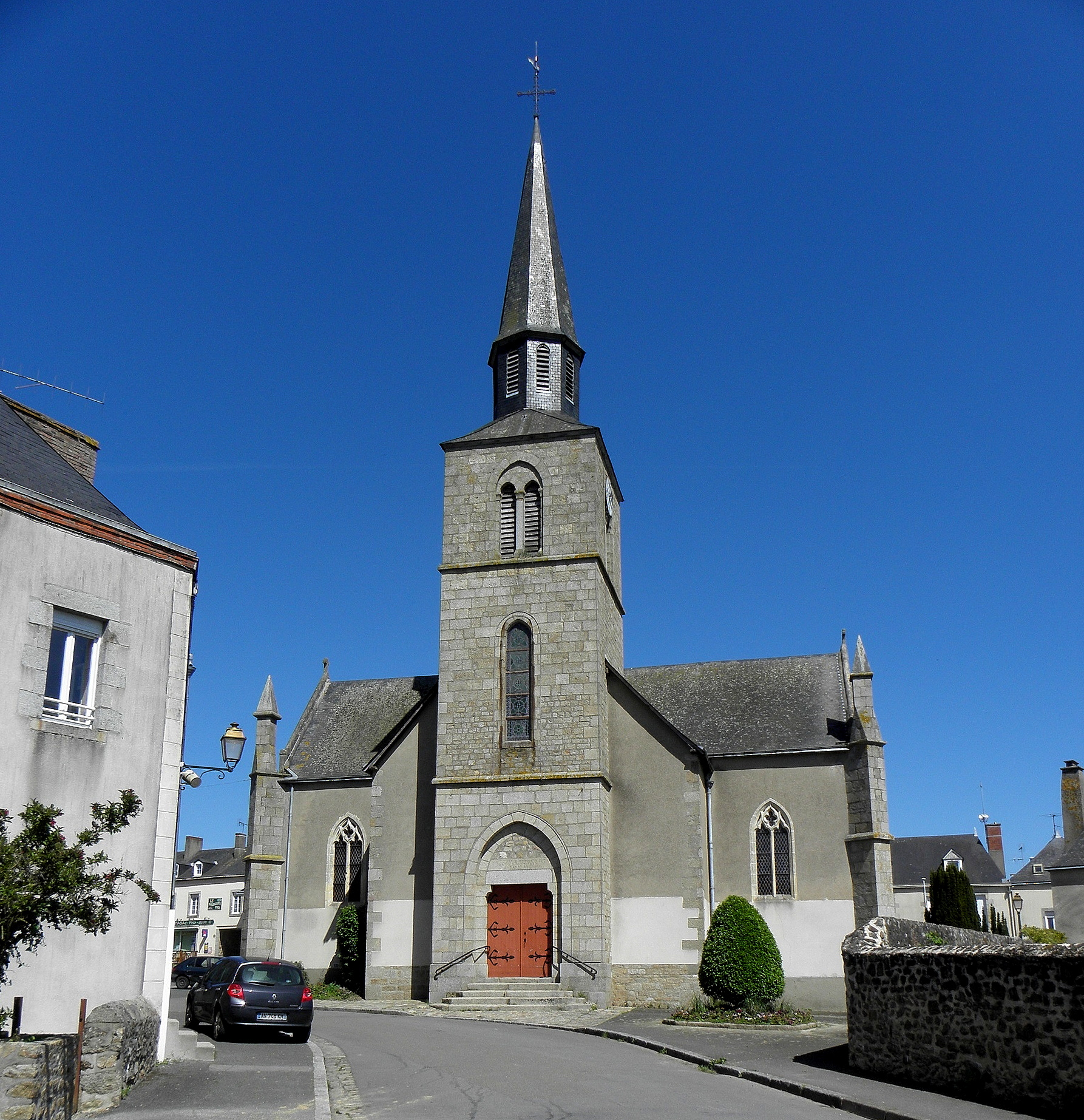
Kirche Saint-Georges
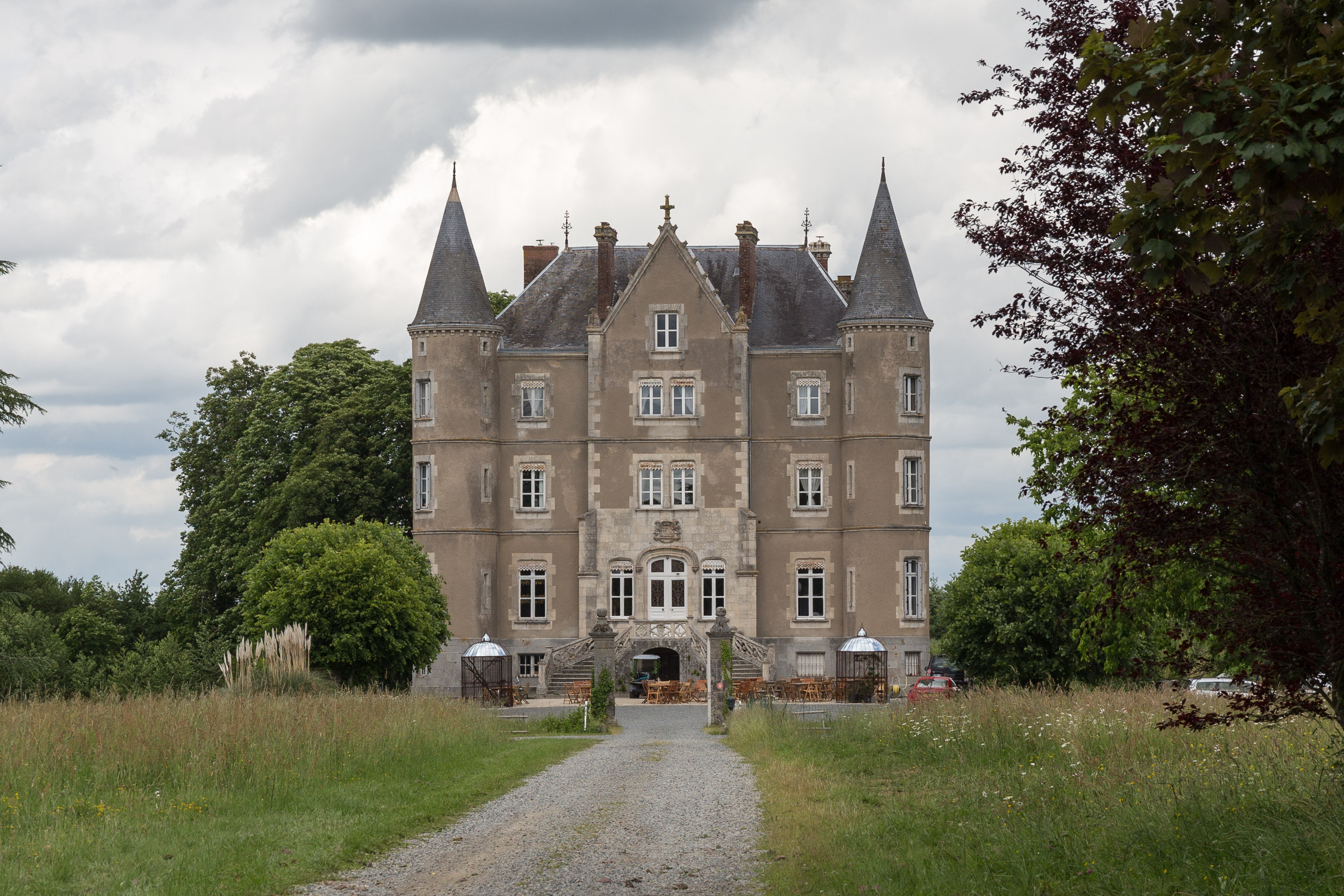
Schloss de la Motte-Husson